# فيكتور كليما
فيكتور كليما (بالألمانية: Viktor Klima) هو سياسي نمساوي ينتمي إلى الحزب الديمقراطي الاجتماعي. شغل منصب مستشار النمسا بين عامي 1997 و2000، عقب استقالة المستشار فرانتس فرانيتسكي.

## روابط خارجية
- فيكتور كليما على موقع مونزينجر (الألمانية)